# Julia Holmes
Julia Holmes (* 2. Juli 1980) ist eine deutsch-australische Schauspielerin.

## Leben
Julia Holmes ist die Tochter des australischen Konzertpianisten Roger Holmes und der Musikautorin und Klavierlehrerin Susanne Holmes. Sie wuchs in Hamburg auf und besuchte die Rudolf Steiner Schule Hamburg-Wandsbek. Während der Schulzeit erlernte sie das Geigenspiel und nahm mit 16 Jahren ersten klassischen Gesangsunterricht, den sie später im Studium fortsetzte. Nach dem Abitur 2000 bewarb sie sich vier Jahre an den staatlichen Schauspielschulen in Deutschland und Australien und studierte nebenher Rechtswissenschaften an der Humboldt-Universität zu Berlin. Schließlich wurde sie an der Folkwang Universität der Künste genommen und studierte von 2004 bis 2008 Schauspiel.
Anschließend folgten Gastengagements an verschiedenen Theatern. Seit 2011 arbeitet Julia Holmes auch für Film und Fernsehen sowie auch als Sprecherin für Hörspielproduktionen. Ihren ersten Gastauftritt im Fernsehen hatte Julia Holmes in der Serie „Danni Lowinski“. Es folgten weitere Auftritte in „Morden im Norden“, bei den „Pfefferkörnern“, im „Tatort“ sowie bei „Rote Rosen“.
Holmes wohnt in Hamburg.

## Filmografie
- 2007: Der junge Beethoven
- 2011: Danni Lowinski
- 2011: Sonnwende
- 2013: Morden im Norden – Auf Herz und Nieren
- 2013: Die Pfefferkörner
- 2015: Rote Rosen
- 2017: Mr. (Im)perfect
- 2017: Tatort: Borowski und das Fest des Nordens

## Theater (Auswahl)
- 2020–2021: "Tussipark" Ohnsorg-Theater Hamburg, Regie: Murat Yeginer
- 2019–2020: "Das Blaue vom Himmel" Theater Partout Lübeck, Regie: Uli Sandar
- 2019: "Traumfrau Mutter" St. Pauli Theater Hamburg, Regie: Deborrah Neininger
- 2016: "Götz von Berlichingen" Burgfestspiele Jagsthausen, Regie: Jean-Claude Berutti
- 2016: "Der 100-jährige, der aus dem Fenster sprang und verschwand" Burgfestspiele Jagsthausen, Regie: Eva Hosemann
- 2015–2017: "Wie im Himmel" Altonaer Theater
- 2013–2014: "Mephisto" Altonaer Theater, Regie: Michael Bogdanov
- 2013: "Das Bild" von Ingrid Lausund, Seminarturnhalle Stade, Regie: Peter Kühn
- 2012: "Die Rundköpfe und die Spitzköpfe" Theater Konstanz (Übernahme), Regie: Martin Nimz
- 2011: "Herz der Finsternis" Theater Konstanz, Regie: Andrzej Woron
- 2009–2010: "Erinnerung an eine Walisische Weihnacht" Altonaer Theater, Regie: Michael Bogdanov
- 2009: "A Midsummernight`s Sexcomedy" Burgfestspiele Jagsthausen, Regie: Heinz Kreidl
- 2009: "Die Dreigroschenoper" Burgfestspiele Jagsthausen, Regie: Heinz Kreidl
- 2008: "Oleanna" Stadttheater Bern, Co-Regie mit Jürgen Hartmann
- 2008–2010: "Blues Brothers" Theater Dortmund, Regie: Hermann Schmidt-Rahmer

## Hörspiel
- 2013: „Sie und Er“, NDR
- 2015: „Flora und das Eichhörnchen aus dem Staubsauger“, NDR, Regie: Hans Helge Ott
- 2015: „Altes Land“, Radio Bremen, Regie: Wolfgang Seesko
- 2015: „Portrait of the Artist as a young bitch“, NDR, ORF, Regie: Susanne Amatosero
- 2016: „Auf der Suche nach Chat baker“, NDR, Deutschland Radio Kultur, Regie: Wolfgang Seesko